# Plagiodera seenoi
Plagiodera seenoi es una especie de insecto coleóptero de la familia Chrysomelidae.
Fue descrita científicamente en 1987 por Balsbaugh & Daccordi.